# Campionato europeo di taekwondo 1976
Il I Campionato Europeo di Taekwondo si è disputato a Barcellona, in Spagna, tra il 22 e il 23 maggio 1976.

## Medagliati
| Specialità | Oro                              | Argento                   | Bronzo                                                     |
| -48 kg     | Eddi Klimt Germania Ovest        | Osman Kara Turchia        | Domingo Martínez Spagna / Jesús Martínez Spagna            |
| 53 kg      | Murat Gollo Turchia              | Fernando Vadillo Spagna   | Eduardo Merchán Spagna / Gisbert Osterwald Germania Ovest  |
| 58 kg      | Josef Ascanio Italia             | Kaya Kıraç Turchia        | Eugenio Castro Spagna / Helmut Schneider Germania Ovest    |
| 63 kg      | Christian Strysch Germania Ovest | Peter Hauswald Belgio     | Wolfgang Dahmen Germania Ovest / Hugo Villamide Spagna     |
| 68 kg      | Lindsay Lawrence Regno Unito     | Jan Wanrooy Paesi Bassi   | Eric Gancylus Francia / Hubert Leuchter Germania Ovest     |
| 74 kg      | Walter van Emerik Paesi Bassi    | Antonio Vicent Spagna     | Francesco Sanila Italia / Josef Steinberger Germania Ovest |
| 80 kg      | Michel Dona Paesi Bassi          | Wolfgang Schindl Austria  | Pedro Secorum Spagna / Ben van der Wal Paesi Bassi         |
| +80 kg     | José Izquierdo Spagna            | Ad van Emerik Paesi Bassi | Franciso Vallecillo Spagna / Reza Zademohammad Austria     |

## Medagliere
| Posizione | Paese          | Oro | Argento | Bronzo | Totale |
| --------- | -------------- | --- | ------- | ------ | ------ |
| 1         | Paesi Bassi    | 2   | 2       | 1      | 5      |
| 2         | Germania Ovest | 2   | 0       | 5      | 7      |
| 3         | Spagna         | 1   | 2       | 7      | 10     |
| 4         | Turchia        | 1   | 2       | 0      | 3      |
| 5         | Italia         | 1   | 0       | 1      | 2      |
| 6         | Regno Unito    | 1   | 0       | 0      | 1      |
| 7         | Austria        | 0   | 1       | 1      | 2      |
| 8         | Belgio         | 0   | 1       | 0      | 1      |
| 9         | Francia        | 0   | 0       | 1      | 1      |
|           | TOTALE         | 8   | 8       | 16     | 32     |